# Sonet 45 (William Szekspir)

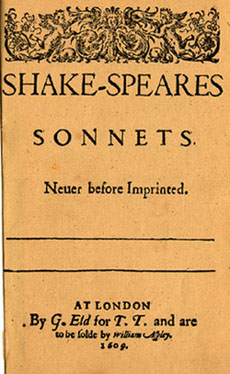
Strona tytułowa pierwszego wydania sonetów Shakespeare’a

Sonet 45 (Dwa inne: zwiewne powietrze i ogień) – jeden z cyklu sonetów autorstwa Williama Shakespeare’a. Po raz pierwszy został opublikowany w 1609 roku.

## Treść
W sonecie tym podmiot liryczny, który przez niektórych badaczy jest utożsamiany z autorem, opisuje sposoby, w jakie porozumiewa się z tajemniczym młodzieńcem, a także to, jak bardzo cieszą go wszelkie informacje od niego.